# This Is Not America
"This Is Not America" é uma canção da banda de jazz fusion Pat Metheny Group e do músico britânico David Bowie. A faixa é parte da trilha sonora do filme The Falcon and the Snowman.
A faixa foi lançada como single, chegando ao n°14 no Reino Unido e ao n°32 nos Estados Unidos. A canção posteriormente foi lançada nas compilações Best of Bowie, The Singles Collection e Club Bowie. Sobre a letra de Bowie, Metheny declarou: "[suas palavras] são profundas e significativas - e completamente perfeitas para o filme."

## Recepção
Nicholas Pegg, em The Complete David Bowie, descreve "This Is Not America" como "elegante, suave e um pouco enfadonha, adotando o estilo romântico de jazz fusion que na época estava sendo popularizado por grupos como e Sade e Shakatak". Sobre a letra, afirma ser "dificilmente a melhor de Bowie".

## Faixas
Adaptado dos encartes:

### Vinil de sete polegadas: EMI America / EA 190 (Reino Unido)
1. "This Is Not America" (David Bowie, Pat Metheny, Lyle Mays) – 3:51
2. "This Is Not America (Instrumental)" (Bowie, Metheny, Mays) – 3:51

### Vinil de sete polegadas: EMI America / 12EA190 (Reino Unido)
1. "This Is Not America" (Bowie, Metheny, Mays) – 3:51
2. "This Is Not America (Instrumental)" (Bowie, Metheny, Mays) – 3:51

## Créditos
Adaptado do encarte de The Falcon and the Snowman: Original Motion Picture Soundtrack:
- David Bowie—vocais, produção, composição
- Pat Metheny—produção, composição
- Lyle Mays—composição
- Bob Clearmountain—mixagem
- Bob Ludwig—masterização
- Steve Rodby—baixo
- Paul Wertico—bateria e percussão